# کوی ملت (کوروش)
کوی ملت (کوروش) یکی از محله‌های قدیمی و مهم شهر اهواز در استان خوزستان ایران است. این محله در شمال‌شرق اهواز و در نیمه‌ی شرقی رودخانه کارون واقع شده و به دلیل موقعیت جغرافیایی، بافت فرهنگی و تاریخی و امکانات متنوع، جایگاه ویژه‌ای در شهر دارد.

## موقعیت جغرافیایی
کوی ملت در نیمه‌ی شرقی شهر اهواز قرار دارد و از جنوب به میدان فرودگاه و بلوار سردار سلیمانی، از غرب به خیابان مناطق و بلوار صبحی، و درحال حاضر، از شمال به شرکت پاستوریزه محدود می‌شود. این محله به چهار فاز اصلی تقسیم شده است: فاز ۱ و ۲ که در نزدیکی رودخانه کارون قرار دارند، فاز ۳ در کنار جاده ساحلی جدید، و فاز ۴ که در شمال فازهای دیگر واقع شده است.

## خیابان‌ها و معابر اصلی
از خیابان‌های مهم محله می‌توان به ده متری مقیمی، بیست متری مقیمی، خیابان اقبال، خیابان عامری، خیابان دانیال، خیابان کارون و خیابان شیخ نبهان اشاره کرد که این خیابان‌ها دسترسی مناسبی به نقطه‌های مختلف محله را فراهم می‌کنند.

محل کشف گورخمره‌های اشکانی

تصویر دو گورخمره

## تاریخچه و قدمت
نام «کوروش» برگرفته از کوروش بزرگ، پادشاه هخامنشی است و نشان‌دهنده ارزش و ارج نهادن به تاریخ و فرهنگ ایران باستان است.  
این محله یکی از مناطق قدیمی اهواز است که در گذشته محل سکونت اقوام بختیاری و عرب بوده و بسیاری از کارمندان شرکت نفت در آن زندگی می‌کردند.  
کشف چندین خمره تدفینی متعلق به دوران پارتی و ساسانی در فاز ۴ محله، نشان‌دهنده سابقه تاریخی طولانی منطقه است و اهمیت تاریخی آن را تأیید می‌کند.

## ویژگی‌های فرهنگی و اجتماعی
امروزه، کوی ملت دارای جمعیتی متنوع است که شامل اقوام بختیاری و عرب می‌شود. این منطقه در گذشته به عنوان یکی از مناطق اشرافی‌نشین اهواز شناخته می‌شد و خانه‌های آن به‌طورمعمول با حصارهای نرده‌ای دیوارکشی شده بودند. این ویژگی‌ها به فرهنگ و هویت محلی این قسمت، جلوه خاصی داده‌اند.

## مکان‌های مهم و امکانات
- پارک ملت: بزرگ‌ترین پارک منطقه که محل تفریح و گردهمایی شهروندان است.
- مسجد حضرت فاطمه:[۴] مسجد اصلی محله، واقع در محدوده خیابان‌های عامری و دانیال.
- مسجد قبا:[۴] مسجد بزرگ دیگر محله در ابتدای فاز ۳.
- بازار شب فاز ۳:[۵] بازار مهم محله در جاده ساحلی جدید که محصولات متنوعی عرضه می‌کند.
- بازارچه فاز ۴:[۵] محل خرید و فروش کالاهای متنوع در مسیر فاز ۳ و ۴.
- شرکت ملی حفاری ایران: واقع در بلوار پاسداران بین ده متری و بیست متری مقیمی.
- شهرداری منطقه ۳ اهواز که خدمات شهری را ارائه می‌دهد.[۶][۷]
- رستوران‌ها، فست‌فودها و فضاهای سبز متعدد دیگر.

## کشف‌های باستان‌شناسی
در ۱۴ تیر ۱۴۰۱ ه.خ. در طی یک عملیات توسط بیل مکانیکی مربوط به شرکت ملی حفاری ایران در شمال اهواز (در فاز ۴ محله‌ی کوروش)، در حدود ۱۵۰ متری ساحل کارون، یک گورستان تاریخی کشف شد، که پس از بررسی کارشناس‌ها، به جهت خمره‌ای بودن گورهای کشف شده، که نخودی رنگ و اندود شده به قیر طبیعی و مشهور به «تدفین گورخُمره‌ای» بوده، و بیشترین استفاده از این روش، در اواخر دوره اشکانی و اوایل دوره ساسانی بوده است، گورستان کشف شده را منسوب به دوره‌ی اشکانیان دانسته و به ثبت ملی رساندند. نکته‌ی مهم در مورد گور‌خمره‌های گورستان محله‌ی کوروش، کنار رودخانه و در جهتِ رودخانه بودنِ دفن‌ها می‌باشد. این نوع خاکسپاری، در داده‌های دیگر دوره‌ی اشکانی نیز، قابل مشاهده است.

## پیوندهای مرتبط
- نقشه و مسیر یابی کوی ملت در بلد